# Johannes (Sohn des Mizizios)
Johannes (mittelgriechisch Ἰωάννης Ioannes, Iwannis; † 678 in Syrakus?) war angeblich ein Sohn des byzantinischen Patrikios Mizizios, der sich 668 in Syrakus zum Gegenkaiser ausgerufen hatte.
Johannes wird in den Quellen nur bei Michael dem Syrer erwähnt. Demnach soll er zu der Zeit, als die Mardaiten sich im Grenzgebiet zwischen Arabern und Oströmern festsetzten, d. h. um 678, auf Sizilien gegen Kaiser Konstantin IV. rebelliert haben. Er habe sich sieben Monate halten können, bis Konstantin selbst mit einer Flotte nach Sizilien gekommen sei und ihn getötet habe. Diese Nachricht wird weder von Theophanes noch von Agapios oder der Chronik von 1234 bestätigt. In der Prosopographie der mittelbyzantinischen Zeit wird daher vermutet, dass der syrische Chronist seine Vorlage missverstanden und versehentlich eine Dublette der Vorgänge von 668 produziert hat.